# Menhirs du Perfaux
Les menhirs du Perfaux sont un ensemble de trois menhirs situés à Saint-Vran dans le département français des Côtes-d'Armor.

## Description
Le plus grand des trois mesure 6,60 m de hauteur pour 3,75 m de largeur et 2,55 m d'épaisseur. Il est en granite. Il a été érigé sur un versant nord-ouest près d'un point culminant qui domine la vallée d'un affluent de l'Arguenon.

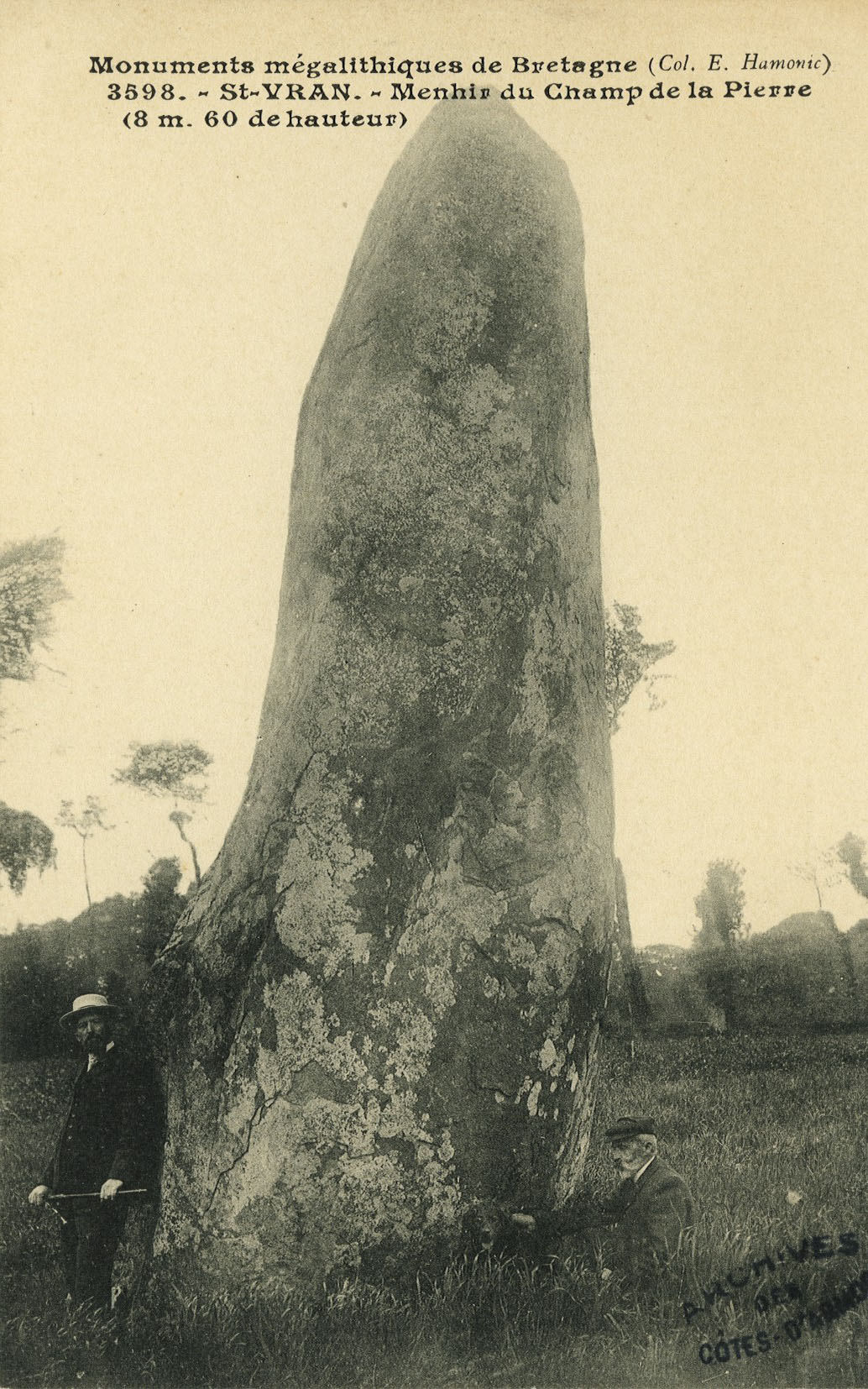
"Menhir du Champ de la Pierre" (carte postale du début du XXe siècle)

Le second menhir est situé à environ 500 m du précédent. dénommé la Grande-Perrière, il ne mesure pourtant que 4,90 m de hauteur pour 2,10 m de largeur et 1,80 m d'épaisseur.
Une troisième pierre, de forme parallélépipédique (3,80 m de hauteur pour 1 m de largeur et 1,20 m d'épaisseur), couchée à proximité des deux autres, pourrait être un troisième menhir.